# Nanna Bendixson
Nanna Bendixson, född Sohlman 30 juni 1860 i Södertälje, död 27 november 1923 i Stockholm, var en svensk målare och litteraturkritiker.
Nanna Bendixson skapade den första svenska bilderboken med en sammanhängande berättelse. Hon var även Sveriges första barnboksrecensent.
Hon var dotter till redaktören August Sohlman och Hulda Sandberg samt syster till Signe, Harald, Arvid, och Ragnar Sohlman. Från 1883 var hon gift med pedagogen Artur Bendixson. Bendixson studerade målning vid Konstakademien 1881–1883 och gjorde ett antal studieresor till Italien på 1880-talet. Hennes konst består huvudsakligen av barnbilder och porträtt samt små landskapsskildringar från Stockholms skärgård utförda i olja eller pastell. Hon utgav barnbilderboken Skogstomten 1886 och visboken Dikter, visor och barnramsor.
Nanna Bendixson skrev barnbokskritik i Aftonbladet från 1893 och fram till sin död 1923.
Hon är avbildad i Hanna Paulis målning Vännerna från 1900–1907.